# Robert Dun (diplomate)
Robert Bruce Macleay Dun, dit Bob Dun, né le 16 février 1930 à Kempsey, est un diplomate australien.

## Biographie
Né en Nouvelle-Galles du Sud, il étudie la science vétérinaire à l’université de Sydney, où il complète un doctorat en génétique évolutive du développement. Il entame une carrière de recherche en sélection génétique animale en agriculture. À partir de 1953 il travaille pour le ministère de l'Agriculture de Nouvelle-Galles du Sud. De 1986 à 1996 il est le directeur général du Bureau australien d’aide au développement international (en),. En 1993 il est fait membre de l'ordre de l'Australie pour services rendus aux relations internationales et à l'aide aux pays en développement.
De 1996 à 2000 il est le directeur général de la Commission du Pacifique Sud, qui devient en 1997 le Secrétariat général de la Communauté du Pacifique.